# Youth (Collective Soul)
Youth è il sesto album in studio della rock band statunitense Collective Soul, pubblicato nel 2004. È il primo album della band senza Ross Childress (chitarra) e Shane Evans (batteria), membri fondatori della band, e dopo la rottura con l'Atlantic Records.
I singoli estratti sono Counting the Days (2004), Better Now e How Do You Love? (2005).

## Tracce
1. Better Now – 3:14
2. There's a Way – 3:50
3. Home – 3:57
4. How Do You Love – 4:20
5. Him – 2:38
6. Feels Like (It Feels Alright) – 3:07
7. Perfect to Stay – 3:05
8. Counting the Days – 2:40
9. Under Heaven's Skies – 3:32
10. General Attitude – 4:00
11. Satellite – 3:24

## Formazione
- Ed Roland - voce, chitarra addizionale, tastiera
- Joel Kosche - chitarra solista
- Dean Roland - chitarra ritmica
- Will Turpin - basso, cori
- Ryan Hoyle - batteria, percussioni